# 卡奇
卡奇是哥斯达黎加中部卡塔戈省奥罗西山谷中的一个小镇，在卡塔戈省会的东南方。它靠近卡奇湖的东岸。该镇与湖另一边的乌哈拉斯接壤。
该镇所处地区有许多绿咖啡种植园、还有一个始建于20世纪早期的糖厂。有一著名的由马塞多尼奥·克萨达所建造的小屋，完全以咖啡树枝和竹子制成。著名的餐馆包括La Casona del Cafetal餐馆。镇上还有一座福音堂。